# ハプログループL (Y染色体)

ハプログループLの分布

ハプログループL (Y染色体)（ハプログループL (Yせんしょくたい)、英: Haplogroup L (Y-DNA)）とは分子人類学において人類の父系を示すY染色体ハプログループ（型集団）の分類で、ハプログループK (Y染色体)の子系統で、「M11, M20, M61, M185, L656, L863, L878, L879 」の変異によって定義されるグループである。25,000-30,000年前に、南アジア～西アジアのどこかで誕生したと考えられる。

## 分布
ハプログループLはパキスタンに特徴的なタイプであり、カラシュ人で25%（10/44 = 22.7% L-M357 > L-PK3、1/44 = 2.3% L-M20(xM27, M357)）、ブルショー人で16.5% （12/97 = 12.4% L-M357、4/97 = 4.1% L-M20(xM27, M357)）、パシュトゥーン人で12.5%（7/96 = 7.3% L-M357、5/96 = 5.2% L-M27）、パキスタン全体で11.6%（42/638 = 6.6% L-M27、20/638 = 3.1% L-M20(xM27, M357)、12/638 = 1.9% L-M357）みられる。インド南部でも高頻度地域があり、en:Kallar (caste)で50%みられる。さらに西アジアでもシリアやトルコで50%以上の高頻度でみられる集団がある。

## 下位系統
- L-M20 M11, M20, M61, M185, L656, L863, L878, L879
  - L-M22 M22, M295, PAGES00121
    - L-M317 M317, L655
      - L-M349 M349
      - L-M274 M274
      - L-L1310 L1310

    - L-L1304 L1304
      - L-M27 M27, M76, P329.1, L1318, L1319, L1320, L1321
      - L-M357 M357
        - L-PK3 PK3
        - L-L1305 L1305, L1306, L1307

  - L-L595 L595
    - L-L864 L864, L865, L866, L867, L868, L869, L870, L877

Krahn & FTDNA (2013)より.